# Гуммибер
Гуммибе́р (нем. Gummibär, англ. Gummy Bear) — виртуальный певец (мармеладный мишка) и создающий его песни одноимённый музыкальный проект немецких продюсеров Майора Бада Морица (нем. Major Bad Moritz) и Кристиана Андре Шнайдера (нем. Christian André Schneider).
Самая известная его песня — «Ich bin dein Gummibär» («Я твой Гуммибер») (2006), в стиле еврохаус. В клипе к ней ярко-зелёный медвежонок в жёлтых трусах прыгает и поёт (в немецкой версии): «Ich bin Dein Gummibär. Ich bin Dein kleiner, süßer, bunter, dicker Gummibär.» («Я твой Мармеладный мишка, я твой маленький, милый, красочный, толстый Мармеладный мишка»). Видеоклип пользуется большой популярностью на YouTube (так, к концу марта 2012 года немецкая версия уже была просмотрена более 25 миллионов раз). Песня попала в хит-парады Германии и (в версиях на разных языках) многих других стран Европы и мира, включая Канаду, Японию, Австралию и Россию.
В 2007 году у Гуммибера вышел первый альбом «Ich bin dein Gummibär» («Я твой Гуммибер»). Он тоже в версиях на разных языках был в хит-парадах разных стран, в частности Австрии и Португалии.

## Критика
Ангелика Сауэрер из газеты «Mittelbayerische Zeitung» невысоко отозвалась о танцевальных способностях Гуммибера. По её мнению, прыгает медведь «довольно неуклюже», «хорошо получается у него только вилять задом». Мимика тоже ограничена: «рот открыт, рот закрыт, широкая ухмылка».

## Дискография
Полный список см. в разделе «Discography» в английской Википедии.

### Синглы
- 2007: I'm a Gummy Bear (The Gummy Bear Song) (Я Мишка Гумми Бер)
- 2007: You Know It’s Christmas
- 2009: It’s a Great Summer
- 2010: Καρναβάλι με τον Gummy Bear
- 2010: La La La I Love You (Я лю лю лю лю люблю)
- 2011: Mr. Mister Gummibar
- 2012: Bubble Up (ПУЗЫРИ)
- 2012: Gummy Style
- 2013: Gummy Twist
- 2013: Booty Twerk
- 2013: Wati Wati Wu (Вати Вати Ву)
- 2013: Monster Mash
- 2013: Xmas Town
- 2014: Gummy Bomba
- 2014: KikiRiki
- 2015: Lullaby
- 2015: Woof There It Is!
- 2015: Children of the World (It’s Christmas)
- 2015: Wiggle Wiggle
- 2015: Vine Bear (The Choo Choo Version)
- 2016: Ghostbusters
- 2018: Dame La Gomita
- 2018: I’m Blue
- 2019: I’m Bear
- 2020: Cotton Eye Joe
- 2020: Scatman (Ski-Ba-Bop-Ba-Dop-Bop)

### Альбомы
- 2007: I Am Your Gummy Bear[англ.] — 30 место в Португалии в 2008 году (под титулом Sou o Ursinho Gummy)[4] и 52 место в Австрии в 2010 году (под титулом Ich bin dein Gummibär)[3]
- 2010: La La Love to Dance[англ.] — 16 место в Португалии в 2010 году (под титулом Danca com o Gummy!)[4]
- 2015: Party Pop

### Песни
- «I’m a Gummy Bear (The Gummy Bear Song)»[англ.] — под разноязычными названиями 1 место в Греции, 87 место в Канаде, 28 место в США в танцевальном чарте «Билборда», 36 место в Японии, 53 место в Германии[2], 11 место в Швеции, 12 место в Австралии

и др.

### EPs
- 2007: The Gummy Bear Song International Club Mixes
- 2007: I'm a Gummy Bear (The Gummy Bear Song) (Я Мишка Гумми Бер)
- 2008: Cho Ka Ka O
- 2009: Nuki Nuki (The Nuki Song) (Пустышка Нуки)
- 2010: Go for the Goal (The World Cup Song) (Пни же ты мяч) And Καρναβάλι με τον Gummy Bear (Greek)
- 2010: Christmas Jollies

## Шоу Мишки Гумми
Мультипликационный сериал «Шоу Мишки Гумми» (или «Шоу Мишки Гамми») снимается в сотрудничестве с компанией Toonz Animation и выходит эксклюзивно на «Ютюбе» с 24 июня 2016 года. Изначально анонсировалось 39 эпизодов, но в декабре 2018 года было объявлено, что шоу продлевается на второй сезон.